# Buck
 Buck és una pel·lícula documental estatunidenca de Cindy Meehl estrenada el 2011 sobre la vida de Buck Brannaman, «l'home que xiuxiuejava als cavalls»...

## Argument
Buck explora la vida de Buck Brannaman des de la seva d'infantesa amb un pare abusiu fins al seu èxit domant cavalls. Brannaman va treballar a la pel·lícula The Horse Whisperer com el cap assessor equí. Ensenya la gent a comunicar-se amb els seus cavalls a través de lideratge i sensibilitat, no del càstig.
El documental segueix Brannaman a unes quantes aturades en el seu circuit normal, 40 setmanes l'any de ranxos on dona sessions de "relació natural amb els cavalls". Passa la major part de l'any a la carretera, separat de la seva dona i filles. Al llarg del camí, ens assabentem de la seva infantesa incloent-hi la seva fama com a artista infantil de trucs de corda, els cops que ell i el seu germà van suportar de mans del seu pare, com un entrenador de futbol el va ajudar a alliberar-lo del seu pare després de veure les marques de cops a l'esquena i cames, i vida amb els Shirleys, els seus pares d'acollida.

## Repartiment
En els seus propis papers :
- Buck Brannaman: ell mateix
- Robert Redford: ell mateix

## Premis
- 2011: Premi del públic (secció Documentals) al festival de Cinema de Sundance;
- 2011: Premi del públic al Full Frame Documentary Film Festival.

## Rebuda de la crítica
Buck va rebre crítiques positives. El portal Rotten Tomatoes recull que un 87% dels 78 crítics han donat una opinió positiva sobre la pel·lícula, amb una mitjana de 7,7/10
El portal Metacritic dona una nota de 76 sobre 100 indicant crítiques positives